# Salaria fluviatilis
Salaria fluviatilis là một loài cá thuộc họ Blenniidae. Loài này được tìm thấy ở Albania, Algérie, Bosna và Hercegovina, Croatia, Pháp, Hy Lạp, Israel, Ý, Jordan, Liban, Maroc, Bồ Đào Nha, Montenegro, Tây Ban Nha, Thụy Sĩ, Syria và Thổ Nhĩ Kỳ. Môi trường sống tự nhiên của chúng là sông và hồ nước ngọt. Cá này không được IUCN xem là loài bị đe dọa.